# لبین، قریه
لبین (به عربی: لبین) یک روستا در سوریه است که در استان سویدا واقع شده‌است. لبین ۱٬۷۳۰ نفر جمعیت دارد.